# Jacinta Wawatai
Jacinta Wawatai (* 12. August 1992 in Neuseeland; auch Jacinta Wawatai-Woodhouse) ist eine neuseeländische Schauspielerin. Sie hat zwei jüngere Brüder, Cody-Dean und Cruize, die ebenfalls Schauspieler sind, und stammt von den Māori, dem indigenen Volk Neuseelands ab.
Bereits im Alter von vier Jahren hatte sie ihren ersten Fernsehauftritt in einem Werbespot der Telecom. Danach folgten kleinere TV-Rollen, bis sie 2001 die Rolle der Mouse in der bekannten Jugend-Serie The Tribe erhielt. 2006 spielte sie im Film Out of the Blue – 22 Stunden Angst mit, der auf dem Amoklauf von Aramoana beruht, bei dem 13 Menschen starben.

## Filmografie
Filme
- 2005: Mein Freund Mee Shee (Mee-Shee: The Water Giant)
- 2005: King Kong
- 2006: Out of the Blue – 22 Stunden Angst (Out of the Blue)

Fernsehserien
- 2002: Revelations (Folge: Unfinished Business)
- 2002–2003: The Tribe (80 Folgen)
- 2005: Mataku (Folge: The Chosen Ones)
- 2006: The Lost Children (2 Folgen)
- 2006: The Killian Curse (6 Folgen)

Synchronisation
- 2005: Save The Children Fund